# Cyclosa imias
Cyclosa imias là một loài nhện trong họ Araneidae.
Loài này thuộc chi Cyclosa. Cyclosa imias được Herbert Walter Levi miêu tả năm 1999.